# Инасиу-Мартинс
Инасиу-Мартинс (порт. Inácio Martins) — муниципалитет в Бразилии, входит в штат Парана. Составная часть мезорегиона Юго-центральная часть штата Парана. Входит в экономико-статистический микрорегион Гуарапуава. Население составляет 8884 человека на 2006 год. Занимает площадь 936,913 км². Плотность населения — 9,5 чел./км².
Праздник города — 25 ноября.

## Статистика
- Валовой внутренний продукт на 2003 год составляет 45 957 488,00 реалов (данные: Бразильский институт географии и статистики).
- Валовой внутренний продукт на душу населения на 2003 год составляет 4671,90 реалов (данные: Бразильский институт географии и статистики).
- Индекс развития человеческого потенциала на 2000 год составляет 0,690 (данные: Программа развития ООН).

## География
Климат местности: умеренный.